# 町
町 (ville) est un kanji composé de 7 traits. Il fait partie des kyōiku kanji de 1re année.

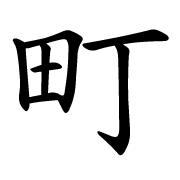
Kanji 町

Il se lit チヨウ (chō) en lecture on et まち (machi) en lecture kun.
Son caractère Unicode est 753A.